# Edifício COMURBA

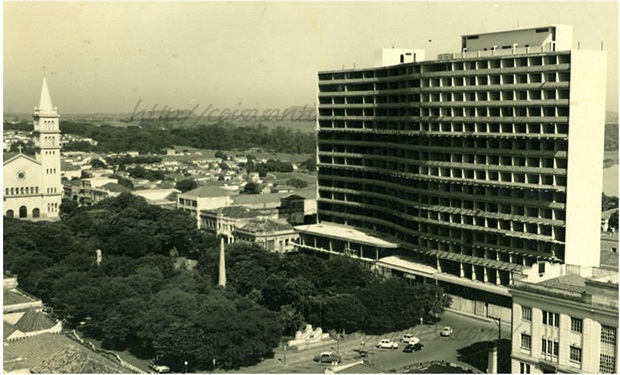
Edifício Luiz de Queiroz (COMURBA), localizado onde atualmente está instalado o Poupa Tempo.

O Edifício Luiz de Queiroz, conhecido popularmente como COMURBA, foi um prédio que começou a ser construído em 1950 e, em 1964, estava em fase de acabamento, época em que desabou. Com 22 mil metros quadrados, ficava na Praça José Bonifácio, no centro da cidade de Piracicaba, São Paulo. A queda do edifício COMURBA é considerada a maior tragédia da história da cidade de Piracicaba e o primeiro grande acidente de engenharia civil no Brasil.
Parte dos registros dos acontecimentos acerca da tragédia estão disponíveis no acervo da Câmara Municipal de Piracicaba, em documentos custodiados e administrados pelo setor de Documentação e Arquivo, com o apoio do setor de Administração.

## Histórico
O edifício COMURBA estava localizado no centro da cidade de Piracicaba, onde atualmente funciona o PoupaTempo. O prédio possuía uma arquitetura moderna e era visto como símbolo de desenvolvimento econômico pela cidade. O início da construção foi no ano de 1950, tendo desabado já na fase de acabamento, no ano de 1964. O edifício possuia 22 mil metros quadrados, 40 metros de altura e 15 andares. A construção deveria abrigar lojas, apartamentos, escritórios e um cinema. A única parte que não desmoronou foi demolida no ano de 1974. A queda do edifício ocorreu em 6 de novembro de 1964, às 13:35, sem nenhum aviso prévio a construção veio abaixo, matando dezenas de pessoas e ferindo muitas outras. No momento da tragédia, o centro de Piracicaba foi tomado por uma nuvem de poeira. No acidente, considerado o primeiro grande acidente da engenharia brasileira, 54 pessoas morreram, incluindo famílias inteiras.
A tragédia causou grande comoção nacional, movimentando as esferas políticas do Estado de São Paulo e Brasil, o próprio governador do Estado, Adhemar de Barros, veio pessoalmente averiguar a extensão da tragédia, o prefeito piracicabano Luciano Guidotti não quis recebê-lo.
"Cerca de trinta operários, naquela hora de almoço, estavam trabalhando e, pelas ruas próximas ao edifício, a cidade se movimentava, inclusive à espera da sessão do cinema. Uma nuvem de poeira cobriu o centro, nada se enxergou, não se sabia o que estava acontecendo. Após o silêncio inicial, os gritos, os pedidos de socorro, a mobilização do povo, a chegada rápida do Corpo de Bombeiros, a ajuda maciça da indústria com suas máquinas possantes, socorro vindo das cidades circunvizinhas."

Manifestações de diversas cidades do país chegaram a Piracicaba:  
"Foram mais de 70 correspondências enviadas à Câmara, ainda no tempo do rádio telegrama e outros meios de comunicação da época. A maioria das cidades foi do Estado de São Paulo, como: Ibitinga, São Manoel, Ituverava, Caraguatatuba, Conchal, Mauá, Santos, Itapetininga, São Bernardo do Campo, São José do Rio Pardo, Cravinhos, Irapuru, Marília, Guareí, Mogi-Mirim, Ibaté, Registro, Franca, Diadema, Botucatu, Bragança Paulista, Itatinga, Pirajuí, Presidente Alves, Itapeva, Colômbia, Santo André, Cubatão, Tietê, Laranjal Paulista, Garça, Valinhos, Cordeirópolis, Socorro, São Caetano do Sul, Campinas, Limeira, Jaú, Ferraz de Vasconcélos, Barra Bonita, Caçapava, São Pedro, Santa Bárbara D’Oeste, Barretos, São João da Boa Vista, Presidente Prudente, São Carlos, Jundiaí, Santa Gertrudes, Itapira, Monte Mor, Pedreira, Iracemápolis, São José do Rio Preto, Ribeirão Preto, Rio Claro, Nova Odessa, Mongaguá, Mandaguari, Jaboticabal, Cesário Lange, Taubaté, Paraisópolis, Araras, Araraquara, Brotas, Patrocínio Paulista, Suzano e a Capital, São Paulo.
Também enviaram mensagens um Grupo de Parlamentares Paulistas, incluindo o deputado pela região de Piracicaba, Lino Morganti; Lojas Maçônicas de Campinas e de Martinópolis, Sindicato dos Trabalhadores na Indústria de Artefatos de Papel, Papelão e Cortiça de São Paulo, Sociedade Veteranos de 32 – MMDC, Faculdade de Farmácia e Odontologia de Piracicaba. Prefeitura Municipal de Iacri, Secretaria da Segurança Pública, Estado de São Paulo; Companhia Mogiana de Estradas de Ferro, Federação das Indústrias do Estado de São Paulo, Diretoria do Banco Moreira Sales, Federação dos Trabalhadores Metalúrgicos do Estado de São Paulo. Além de entidades esportivas, como o Esporte Clube Corinthians Paulista, São Paulo Futebol Clube e a Sociedade Esportiva Palmeiras. E, representações de outros Estados, como a cidade mineira de Uberaba."
Por mais de uma década, os escombros do COMURBA ficaram na Praça José Bonifácio.  Por vários anos a indústria da construção civil permaneceu paralisada, muitos moradores da cidade tinham medo de adquirir apartamentos ou espaços em edifícios. 
Após a remoção dos escombros, os resíduos foram utilizados no aterramento da área onde hoje está instalado o Parque da Rua do Porto.

## Causas da tragédia
Na época do ocorrido, especulava-se que alterações no projeto - de acordo com reportagem publicada na Revista Manchete em 21/11/1964, o projeto original previa 10 andares, tendo sido arbitrariamente alterado pela construtora para 14 andares, sem os devidos reforços na sustentação -  materiais de baixa qualidade e erros de cálculo teriam influenciado decisivamente na tragédia.
No entanto, a análise realizada pelo IPT nos meses seguintes apontou que o projeto previa 12 e não 10 pavimentos como inicialmente reportado e os responsáveis pelo empreendimento resolveram adicionar mais três andares à estrutura. Duas hipóteses foram levantadas acerca das causas, a primeira estabelecendo falhas estruturais e a segunda apontando o aumento de carga na estrutura como responsável pela ruína do prédio. Apesar dos esforços, não há conclusão definitiva acerca das causas finais do desabamento da estrutura.